# ЛГБТ+ симпатизер
ЛГБТ+ симпатизер  (на енглеском :gay-friendly или straight ally), ЛГБТ+ савезник   или про-ЛГБТ+   је термин који се користи за означавање места, политике, људи или институција које активно настоје да створе угодно окружење за ЛГБТ+ особе.  
Овај термин је производ имплементације ЛГБТ+ права и прихватања политике равноправности  на радним местима и школама, као и идентификације ЛГБТ+ заједница као карактеристичне групе потрошача у бизнису.

## Места симпагтизери ЛГБТ
Међу градовима који су широм света познати као геј симпатизери или пријатељи спадају: Сан Франциско, Сијетл, Тел Авив, Њујорк, Сиднеј, Рио де Жанеиро,  Мелбурн, Париз, Пуерто Ваљарта, Чикаго, Брајтон, Амстердам, Буенос Ајрес, Монтеријал, Лондон, Копенхаген, Берлин, између осталих.
Адвокате (енгл. The Advocate)  амерички часопис који првенствено покрива теме од интереса за ЛГБТ популацију. објављује периодичну листу најсимпатичнијих ЛГБТ+ градова у Сједињеним Америчким Државама који укључују градове као што су Минеаполис, Албукерки, Сан Дијего, Остин и неколико других заснованих на доношењу закона о једнаким браковима, броју истополних парова, између бројних други квалификатора.

## Пословање
Многе компаније се већ идентификују као геј-симпатизери, што омогућава разноврснију базу запослених и купаца.  
Кампања за људска права ради на постизању равноправности ЛГБТ+ особа и објављује листу компанија у вези са ЛГБТ+ питањима. 
Међу компанијама које се истичу по радним окружењима прилагођеним хомосексуалцима су Дел и Кока-Кола. Неко компаније нуде производе и услуге специфичне за ЛГБТ+ купаце.  Други, као што је ЛОТ Пољска авиокомпанија шаље поруку геј корисницима и нуди путовање до врхунских геј дестинација са дугином заставом.
Студије су показале да су ЛГБТ+ заједнице склоне да да фаворизују геј компаније, чак и ако је цена одређеног производа или услуге већа.